# 河北町立谷地西部小学校
河北町立谷地西部小学校（かほくちょうりつ やちせいぶしょうがっこう）は山形県西村山郡河北町にある公立小学校。

## 概要
- 河北町北西部に位置し、地形的には東南側に村山盆地が広がり、北西側は葉山に連なり、山すそに形成された集落が谷地西部小学校の学区となっている[1]。

## 沿革
- 1908年（明治41年）5月 - 開校[2]
- 1941年（昭和16年） - 谷地西部国民学校に改称
- 1947年（昭和22年） - 谷地町立谷地西部小学校に改称
- 1954年（昭和29年） - 町村合併により河北町立谷地西部小学校に改称

## 所在地
〒999-3511 山形県西村山郡河北町谷地戊１２６５

## 学区
- 高島・上沢南・上沢北・下沢南・下沢北・弥勒寺[3]

## 卒業後
- 河北中学校へ進学する。